# Томоруґ Василь Михайлович
Томоруґ Василь Михайлович, рицар де (11 квітня 1879, с. Василів — 1963), педагог, громадський діяч, четар УГА.

## Життєпис
Народився в с. Василів, повіт Заставна (тепер Заставнівського р-ну Чернівецької обл.) в сім'ї шляхтича Михайла Томоруґа та Євдокії, уродженої Ісар.

### Навчання
В 1893/1894 навчального р. навчався в 1-му класі вищої державної гімназії в Чернівцях. Завершив середню освіту в державній учительській семінарії м. Чернівці, де в липні 1899 р. (разом з М. Топущаком) склав матуральні іспити та був іменований кандидатом на вчительську посаду. В травні 1902 р. склав учительський кваліфікаційний іспит на право викладання українською та німецькою мовами в народних школах.

### Освітня діяльність
Працював учителем, згодом директором школи в гуцульському с. Кирлібаба, повіт Кімполунґ на Буковині (тепер Румунія).  В 12.1905 р. переведений директором школи до Нижніх Синівців, повіт Серет (тепер Глибоцького р-ну Чернівецької обл.). В 03.1908 р. на власне прохання був переведений директором 2-ласної школи в с. Задубрівка Чернівецького приміського повіту (тепер Заставнівського р-ну Чернівецької обл.).

### Громадська діяльність
Активний член Чернівецької заміської філії товариства «Руська Бесіда», керівник читальні «Руської Бесіди» в с. Задубрівка. Співорганізатор та учасник величавого Шевченківського свята, яке відбулося в приміщені читальні с. Стара Жучка 19.07.1914 р. за участю понад 500 представників читалень громад Нова Жучка, Садаґура, Рогізна, Раранча, Добринівці, Горішні Ширівці, Задубрівка, Мамаївці і Камена.

### Військова служба

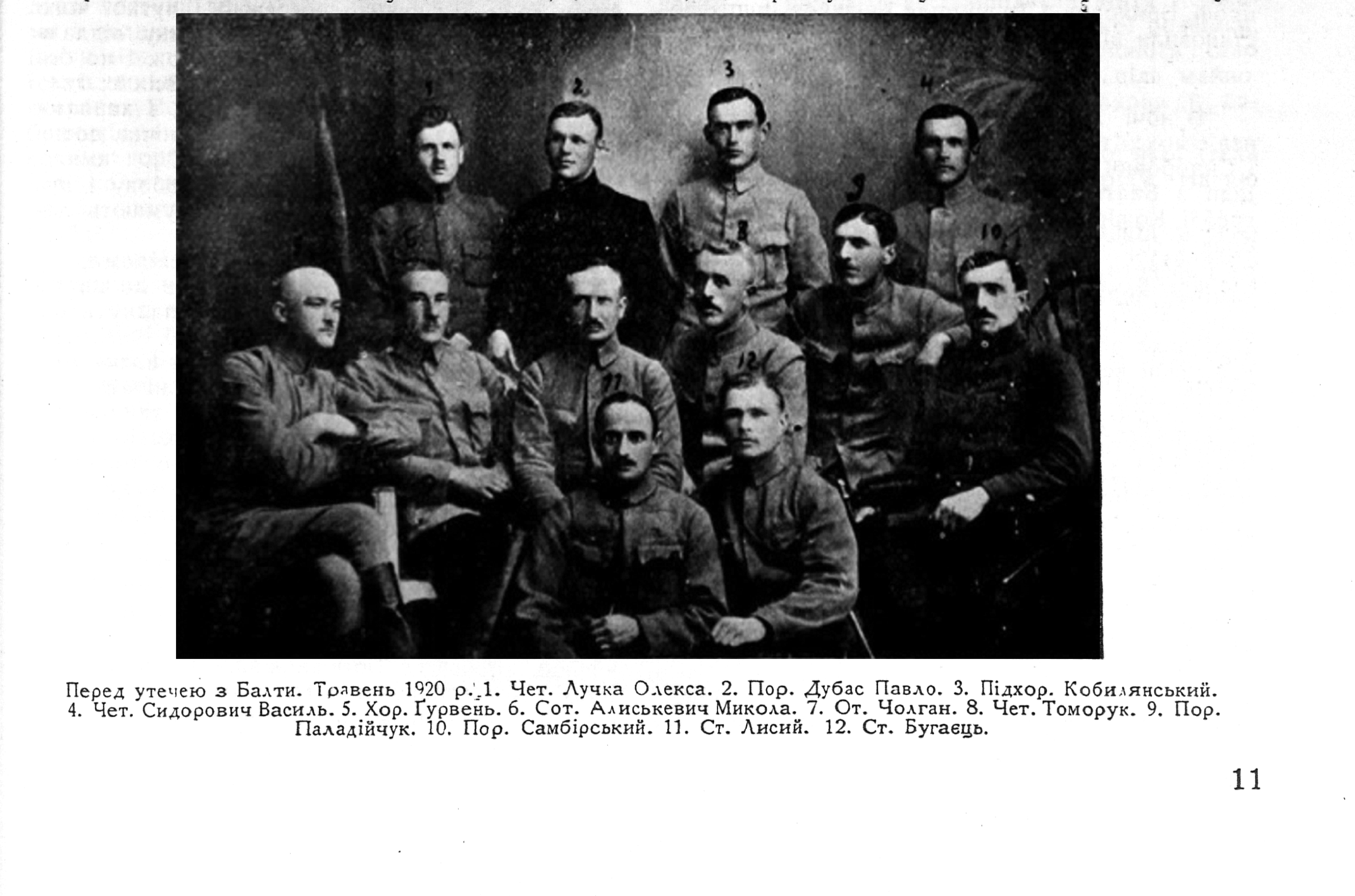

Під час Світової війни служив у загальному ополченні, з 03.1918 р. іменований хорунжим, а з 08.1918 р. лейтенантом ландштурму окружної команди ландштурму № 22. Після розвалу Австро-Угорської монархії став на службу в українську армію як четар УГА. Воював у складі 9-ї (Белзької) бригади УГА. Взимку 1919—1920 р. перехворів на плямистий тиф, в 01.1920 р. перебував як виздоровець після тифу в Балті, в переходовім відділі при НК УГА, пізніше ЧУГА. Від четаря І. Жили, який за більшовиків працював у Балтському районному комісаріаті освіти, отримав посвідку інструктора позашкільної освіти в Балтському районі. Входив до групи старшин УГА, які наприкінці 04.1920 р. вирішили утікати з-під більшовицької влади в Балті в Чечельник. Майже на місяць затримавшись у с. Попова Гребля (тепер Чечельницького р-ну Вінницької обл.), далі через с. Лабушне (тепер Кодимського р-ну Одеської обл.), через Ямпільський повіт дійшли до м. Ялтушків в околицях Бару. Збруч перейшли на початку 08.1920 р. мостом у Гусятині безперешкодно, бо більшовицькі війська були вже за Тернополем. Залишивши своїх галицьких товаришів В. Томоруґ пішов у напрямку Чорткова і далі на Буковину з виданою в сільраді Лабушного довідкою про те, що він є австрійським  військовополоненим.

### Післявоєнна діяльність
Повернувшись на Буковину, працював у школі с. Задубрівка на посаді директора. Був одним з тих буковинських педагогів, які в 1929 р. офіційно задекларували свою рутенську (українську) національність. Вийшовши в 1935 р. на пенсію продовжував жити в с. Задубрівка, лише на зиму переїжджаючи в Чернівці, де мешкав за адресою вул. Генерала Мірческу, 20.
Член товариства «Український Народний Дім» в Чернівцях. В останньому списку членів «Народного Дому», укладеному 15.06.1943, Василь Томоруґ згаданий як «директор школи на пенсії в Задубрівці, румунський громадянин українського етнічного походження».
У 1944 р. виїхав на Захід. Після Другой світової війни мешкав з дружиною Людмилою-Камілою, уродженою Штекль (1897—1966), в Південному урядовому окрузі Баден (тепер урядовий округ Фрайбург) землі Баден-Віртенберґ у Німеччині, де і помер.
У літературі помилково іменується «Томорук».